# Assalto spagnolo a Gerba (1520)
L'assalto spagnolo a Gerba fu una spedizione militare spagnola guidata da Hugo de Moncada nel 1520 contro l'isola tunisina di Gerba e conclutasi con la capitolazione dello sceicco dell'isola che divenne tributario dell'imperatore Carlo V.

## Antefatti
Durante il regno di Ferdinando II d'Aragona, vi erano stati diversi tentativi di conquistare l'isola ma senza risultati positivi. Lo stesso Carlo V aveva provato anche una spedizione contro Algeri, ma anche qui venendo sconfitti dai corsari.
Sebbene l'isola fosse formalmente sotto il dominio di Abu Abdallah Muhammad IV al-Mutawakkil di Ifriqiya, in realtà era controllata dai corsari Oruç Reis e Hayreddin Barbarossa.
Nel 1519 Carlo V, volendo eliminare definitivamente la minaccia corsara, decise di preparare una spedizione. Come comandante della flotta venne posto Don Hugo de Moncada con il titolo di capitano generale.
Dopo aver svernato in Sicilia, a metà aprile 1520 la flotta, composta da 13 galee, 70 navi e tra 10 000 e 13 000 fanti, la marina partì per le coste della Tunisia.

## La battaglia
Dopo aver portato la flotta a 18 miglia da Gerba, il 28 maggio ebbe inizio la spedizione contro l'isola; ad attenderli, vi era l'esercito di Sheikh Said, composto da dieci o dodicimila fanti e duecento cavalieri. Nonostante un'iniziale battuta d'arresto, la flotta spagnola riuscì a respingere i nemici. Le perdite per l'esercito tunisino vengono stimate attorno ai 500 uomini mentre tra le file spagnole si contarono 200 fanti e 60 cavalieri uccisi. Dopo un periodo di pausa, l'esercito riprese l'avanzata e fortificò un borgo a metà strada del castello.
Lo sceicco iniziò i negoziati, senza aspettare l'aiuto del califfo di Tunisi, e presto capitolò.

## Conseguenze
Venne immediatamente costruita una nuova fortezza spagnola ed una guarnigione spagnola venne inviata a presidio. Lo sceicco non venne spodestato, ma divenne tributario del Regno di Spagna, impegnandosi a pagare annualmente 12 000 franchi e promettendo di mantenere l'isola libera dai corsari.